# Ivan Osim
Ivan Osim dit Ivica Osim, né le 6 mai 1941 à Sarajevo et mort le 1er mai 2022, est un footballeur et entraîneur bosnien, international yougoslave.

## Biographie
Né le 6 mai 1941 à Sarajevo, Ivan Osim évolue au poste de meneur de jeu. Il est dit de lui qu'il compense sa lenteur par une technique hors du commun.
Resté au Željezničar Sarajevo pendant douze ans, il a enfin l'accord de son gouvernement pour pouvoir tenter sa chance en Europe de l’Ouest. Il atterrit alors au RC Strasbourg, en 1970. Deux saisons plus tard, il tente sa chance à Sedan pendant trois saisons puis à Valenciennes pendant une seule saison. Il finit par retourner au RC Strasbourg, où il reste deux années avant de mettre un terme à sa carrière de footballeur professionnel.
Ivica Osim compte seize sélections en équipe nationale pour un total de huit buts. Il compte également une anecdotique sélection en équipe du « reste du monde » (match de gala).
Osim débute ensuite une carrière d’entraîneur avec le club de son cœur, le Željezničar Sarajevo. Il y reste jusqu’en 1986, club avec lequel il est deux fois vice-champion de Yougoslavie, remporte la coupe nationale et se hisse en demi-finale de la Coupe UEFA. Entretemps, il mène l’équipe olympique yougoslave à une troisième place aux jeux olympiques, synonyme de médaille de bronze. Osim est alors réputé pour pratiquer un jeu porté sur l’offensive. En 1986, il prend les rênes de la sélection yougoslave et la hisse en quart de finale de la Coupe du monde 1990, éliminé par l’Argentine d’un certain Diego Maradona. Il ne peut participer à l’Euro 92, la Yougoslavie étant exclue de la compétition à cause de la situation politique du pays. Il rejoint alors le Panathinaikos, en Grèce, puis rejoint le club autrichien de Sturm Graz en 1994, qu’il hisse en phase de groupes de la Ligue des champions en 2000. Par la suite, et malgré le fait que le technicien bosniaque soit très apprécié en Autriche, il plie bagage en 2002 et opte pour la J.League, en devenant l’entraîneur du JEF United Chiba, club avec lequel il devient deux fois vice-champion de J.League, et remporte la Nabisco Cup en 2005.
Alors que l’on annonçait Didier Deschamps ou encore Aimé Jacquet, c’est finalement Osim qui prend les rênes de la sélection du Japon. On pourrait le déclarer le plus « apte » à ce poste car Ivica Osim est un entraîneur très expérimenté ; contrairement à Zico, il a plus de 28 ans de métier derrière lui et connaît en plus très bien le football japonais. Avec Chiba, il a pratiqué un jeu offensif basé sur un surprenant 2-6-2, qui a finalement porté ses fruits. Autant dire aussi que cela risque d’être le retour à la « tactique rigoureuse européenne » tant prônée par Troussier en son temps.
Osim est également un entraîneur autoritaire, et surtout ouvert car étant un formidable découvreur de talents - c’est en effet sous sa houlette que Seiichiro Maki a pu éclater au grand jour. Ainsi, preuve de son ouverture, Osim se dit même capable de convoquer des joueurs des échelons inférieurs (J2 et JFL). Seul petit bémol, Ivica Osim présente des problèmes de santé, dus à son âge avancé (65 ans) qui lui ont longtemps fait dire qu’il refuserait n’importe quelle sélection nationale. Le 16 novembre 2007, il a d'ailleurs été victime d'une crise cardiaque dans sa résidence à Chiba au Japon en regardant un match de Premier League. Après des premiers rapports médicaux pessimistes, Osim s'est réveillé dix jours plus tard et a demandé à son épouse, Asima, « Quel est le résultat ? » du match qu'il a regardé avant de perdre connaissance.[réf. nécessaire]

## Vie politique
En parallèle du monde sportif, il sera également maire adjoint de la ville de Sarajevo.

## Carrière de joueur
- 1960 - 1970 : Željezničar Sarajevo  ( Yougoslavie)
- 1970 - 1972 : Racing Pierrots Strasbourg-Meinau ( France)
- 1972 - 1975 : CS Sedan Mouzon Ardennes ( France)
- 1975 - 1976 : US Valenciennes-Anzin ( France)
- 1976 - 1978 : RC Strasbourg ( France)[5]

## Carrière d'entraîneur
- 1978 - 1986 : Željezničar Sarajevo  ( Yougoslavie)
- 1982 - 1984 :  Yougoslavie (Sélection Olympique)
- 1986 - 1992 :  Yougoslavie (A)
- 1991 - 1992 : Partizan Belgrade ( RF Yougoslavie)
- 1992 - 1994 : Panathinaïkos ( Grèce)
- 1994 - 2002 : SK Sturm Graz ( Autriche)
- 2003 - juillet 2006 : JEF United Ichihara ( Japon)
- 2006 - novembre 2007 :  Japon (A)

## Source
- Marc Barreaud, Dictionnaire des footballeurs étrangers du championnat professionnel français (1932-1997), L'Harmattan, 1997.